# Jurapriidae
Jurapriidae  (лат.) — ископаемое семейство мелких наездников из надсемейства хальцидоидные перепончатокрылые (Chalcidoidea). Меловой период (90—160 млн лет). Россия (Восточная Сибирь, Забайкалье) и Южная Африка (Ботсвана, Orapa).

## Описание
Мелкие перепончатокрылые насекомые, длина около 2 мм. Скапус укороченный, примерно в 2 раза длиннее своей ширины. Крылья с большой птеростигмой, радиальная ячейка переднего крыла замкнутая.
Семейство было впервые выделено в 1983 году российским гименоптерологом и палеоэнтомологом Александром Павловичем Расницыным (Палеонтологический институт РАН, Москва) на основании вида Jurapria sibirica Rasnitsyn 1983. Первоначально семейство Jurapriidae было включено в состав надсемейства Diaprioidea. Второй представитель семейства (Chalscelio orapa), который был описан из Ботсваны (Южная Африка) в 2007 году, сочетает в себе признаки надсемейства Chalcidoidea и семейства Scelionidae (Proctotrupoidea) и первоначально был включён в состав надсемейства Serphitoidea. Возможно, таксон Chalscelio является сестринским ко всем Chalcidoidea и поэтому лишь предварительно Chalscelio включён в семейство Jurapriidae.
- Chalscelio Rasnitsyn & Brothers 2007
  - Chalscelio orapa Rasnitsyn & Brothers 2007 — Ботсвана[1]
- Jurapria Rasnitsyn 1983
  - Jurapria sibirica Rasnitsyn 1983 — Россия[3].